# 马泰奥·赫尔瓦廷
马泰奥·赫尔瓦廷（1980年8月15日—），克罗地亚男子手球运动员。他曾代表克罗地亚国家队参加克罗地亚举办的2009年世界男子手球锦标赛，获得亚军。